# Nhiễu

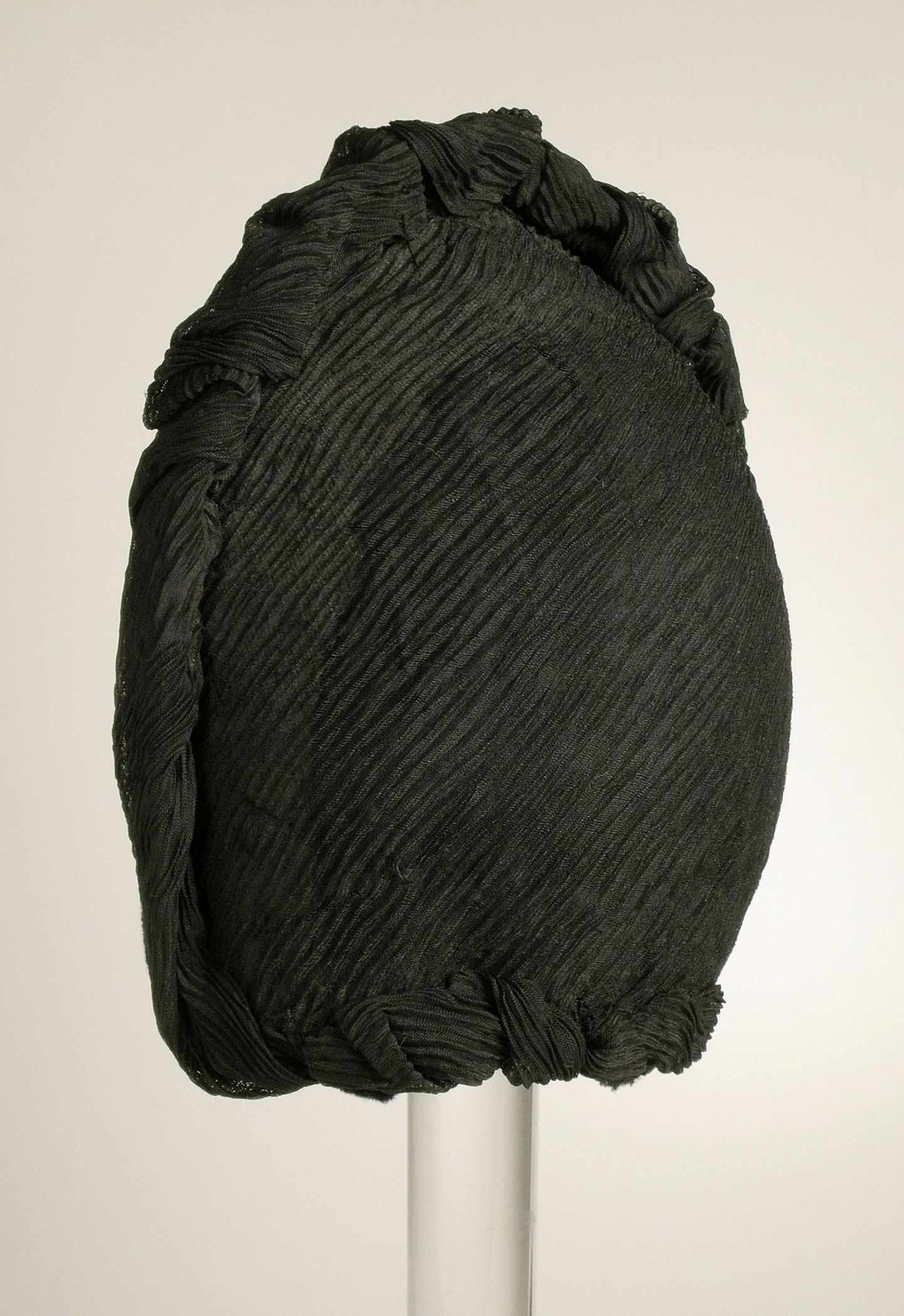
Mũ tang phục của phụ nữ Mỹ khoảng 1880

Nhiễu là loại hàng dệt, xưa dùng tơ lụa nhưng bên Châu Âu còn dùng len và từ thế kỷ 20 trở đi dùng sợi nhân tạo như polyester. Loại hàng này mềm và dễ co giãn nên hình dạng nhăn nhúm nếu không căng ra. Khi cầm trên tay, hàng nhiễu gợn sóng và có cát nhám.
Cũng vì tính chất co giãn và nhám nên ở Việt Nam, nhiễu được chuộng dùng làm khăn chít trên đầu. Nhiễu cũng là loại hàng sang trọng dùng trong nghi lễ che phủ các lễ vật như sính lễ khi rước dâu, cúng thần. Đôi lúc, người ta cũng sử dụng nhiễu để phủ lên giá gương trên bàn thờ tổ tiên. Người Việt coi đó là cách trang trọng gìn giữ vật quý. Vì vậy ca dao Việt Nam có câu:
Nhiễu điều phủ lấy giá gương
Người trong một nước phải thương nhau cùng.
Tây phương thì hay dùng nhiễu màu đen làm tang phục.